# Kleine Lanzennase
Die Kleine Lanzennase (Phyllostomus discolor) ist eine Fledermausart aus der Familie der Blattnasen (Phyllostomidae).

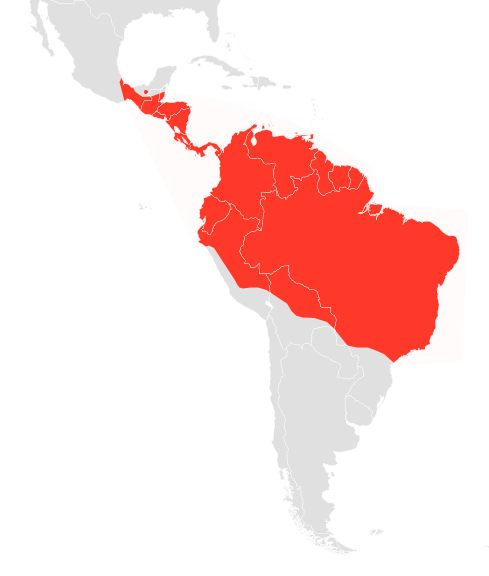
Verbreitungsgebiet der kleinen Lanzennase

## Beschreibung
Die Kleine Lanzennase ist eine mittelgroße Fledermaus mit einer Kopf-Rumpf-Länge von 7,5 bis 10,0 cm und einer Flügelspannweite von durchschnittlich 46 cm. Das Fell ist meistens dunkelbraun bis dunkelgrau mit einer hellen Bauchpartie. Wie die meisten Vertreter der Blattnasen besitzt auch die Kleine Lanzennase ein auffälliges Nasenblatt.

## Lebensweise
Kleine Lanzennasen nutzen hohle Bäume und Höhlen als Schlafplätze. Die Kolonien können bis zu 400 Tiere umfassen und bestehen aus ausgewachsenen Männchen, welche je einen Harem mit 1 bis 15 Weibchen gegen Konkurrenten verteidigen. Im Gegensatz zur Großen Lanzennase bestehen die Weibchengruppen nicht aus gleichaltrigen Tieren, und die Zusammensetzung kann innerhalb des Harems variieren. Neben den Harems gibt es reine Männchengruppen, welche aus meist jüngeren Tieren ohne Harem bestehen. Die Mitglieder einer solchen Gruppe bzw. eines Harems hängen dicht beieinander, wobei zwischen den Gruppen ein Abstand eingehalten wird.

## Ernährung
Während der Futtersuche fliegen die Tiere oft in Gruppen von zwei bis zwölf Individuen. Kleine Lanzennasen sind Allesfresser (Omnivoren), bevorzugen jedoch meistens pflanzliche Bestandteile mit einem hohen Anteil an Nektar, Früchte sowie Insekten. Die Kleinen Lanzennasen sind dafür bekannt, dass sie über 40 Pflanzenarten bestäuben und für die Verbreitung von Samen eine wichtige Rolle spielen.

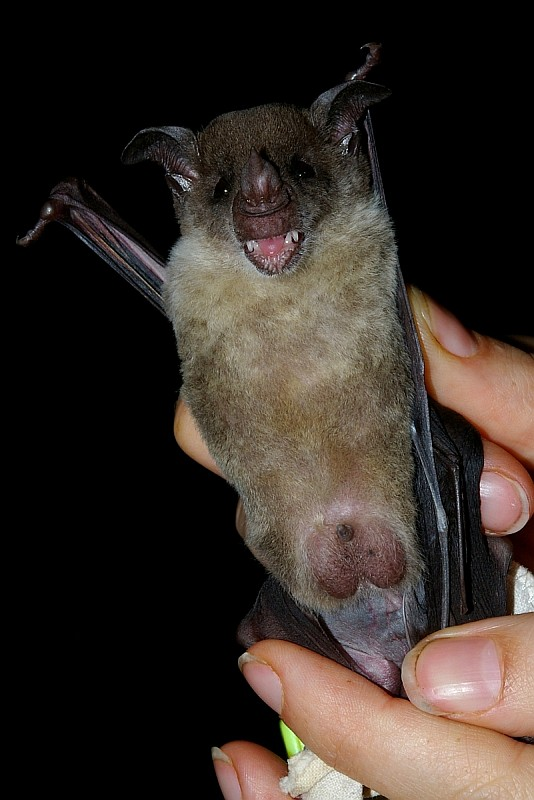
Reproduktiv aktives Männchen der Kleinen Lanzennase

## Fortpflanzung
Die Paarungszeit variiert geographisch, je nach Region kommen die Weibchen ein- oder zweimal im Jahr in die Östrusphase. Die Länge der Tragezeit ist bisher unbekannt.
Während der ersten Tage nach der Geburt werden die Jungtiere von der Mutter bei der Futtersuche mit herumgetragen. In der Zeit danach verbleiben die Jungtiere meist für mehrere Stunden allein im Hangplatz, wo sie nach der Rückkehr anhand des Geruchs und individueller Rufe von der Mutter erkannt werden. Die Männchen sind gegenüber Jungtieren nicht aggressiv. Es gibt Beobachtungen, wonach Haremsmännchen sogar schlafende Jungtiere auf ihrem Rücken tragen.

## Verbreitung und Lebensraum
Die Verbreitung der Kleinen Lanzennase reicht vom südlichen Mexiko über Peru, Paraguay und Bolivien bis ins südöstliche Brasilien, wo sie in einer Vielfalt von Habitaten anzutreffen sind, vor allem im primären und sekundären tropischen Regenwald, jedoch auch in anderen Wäldern, Plantagen und Gärten. 

Die IUCN schätzt den Bestand der Art als nicht gefährdet ein.